# Sigmund Romberg
Sigmund Romberg (s pravim imenom Siegmund Rosenberg), ameriški skladatelj madžarskega rodu, * 29. julij 1887, Velika Kaniža, Madžarska, † 9. november 1951, New York, ZDA.
Romberg je avtor številnih muzikalov in operet. Njegovo najbolj znano delo je opereta v štirih dejanjih Princ študent, ki je bila krstno uprizorjena 2. decembra 1924 na Broadwayu. Priljubljena je zlasti napitnica "Drink! Drink! Drink!" iz prvega dejanja.
Njegova skladba Faithfully Yours je dolgoletni aviso oddaje Radia Slovenija "Poslušalci čestitajo in pozdravljajo".

## Glasbeni primer
Napitnica iz operete Princ študent (glas Maria Lanze) 